# Киселёвка (Репкинский район)
Киселёвка (укр. Киселівка) — село в Репкинском районе Черниговской области Украины. Население 40 человек. Занимает площадь 0,4 км².
Код КОАТУУ: 7424486403. Почтовый индекс: 15013. Телефонный код: +380 4641.

## Власть
Орган местного самоуправления — Новоярыловичский сельский совет. Почтовый адрес: 15013, Черниговская обл., Репкинский р-н, с. Новые Ярыловичи, ул. 30-летия Победы, 40. Тел.: +380 (4641) 4-64-90; факс: 46-4-90.